# 中三川雄介
中三川雄介（なかみがわ ゆうすけ）は、日本の俳優。栃木県出身。身長170cm、血液型はA型。劇団レティクル東京座に所属

## 略歴
2015年12月よりレティクル東京座に所属。
早稲田大学で初舞台を踏み、舞台を中心に俳優活動を展開。

## 人物
- 愛称は、なかみー。
- 趣味は映画鑑賞、古着屋巡り。
- 特技は歌唱、柔道、料理
- 好きな食べ物は梅、山芋。苦手な食べ物は桜えび、昆布。
- 最近カクテルにハマっている。[4]

## 出演
太字は主演・ヒロイン作品

### 舞台
2015年
- レティクル東京座vol.6『學園使徒ノクト』(2015年2月） - 久坂部 役
- レティクル東京座vol.7『幕末緞帳イコノクラッシュ！』(2015年9月） - 沖田奏市 役

2016年
- レティクル東京座vol.8『昴のテルミニロード』(2016年3月） - 獄 役
- ピヨピヨレボリューション vol.3『Gliese』(2016年4月） - ゲスト出演
- ジョナサンズ『厄病神とジレンマ』(2016年6月） - 竹本二郎 役
- くらやみダンス『スケルトンの呼吸』(2016年8月） - 仮名栗(主演) 役

2017年
- レティクル東京座 L<ライト>エンタメ公演『アイドル♂怪盗レオノワール』(2017年2月） - 賀狼アタル 役
- レティクル東京座 N<ニュートラル>エンタメ公演『皇宮陰陽師アノハ』(2017年9月） - 大瑠璃陛下(ヒロイン) 役
- ウィズステージ vol.4『結ひの忍』(2017年11月） - 胡麻鶴黒金（ごま） 役

2018年
- レティクル東京座 D<ダーク>エンタメ公演『氷雨丸 -常花の青年遊廓-』(2018年6月） - スピネル 役
- キ上の空論『みどり色の水泡にキス』(2018年10月） - シロヤマ 役

2019年
- 第2回a-fiction m&h theater『デリバリースーサイド2』(2019年2月） - 伊田正宗 役
- レティクル東京座 L<ライト>エンタメ公演『電脳演形キャステット』(2019年4月） - 緒呂知 役
- ハダカハレンチ第4回本公演『ハッカ』 (2019年5月）
- レティクル東京座 劇団員公演『バァルエンドの月 -受胎告知-/-千年王國-』（2019年9月） - 灯狩ラン&線画2&ジムラン/字村ヒカリ 役
- 白昼夢2019『麒麟大天覧』(2019年11月）

2020年
- 劇団わ『Happy Spell』(2020年1月） - ドリキー中佐 役[5]
- オフィス上の空 朝劇赤坂 『笑う、夜の果てにて』(2020年2月） - ゲスト出演
- オフィス上の空プロデュース『共骨』(2020年3月） - ななみけ 役[6]
- 言葉のアリア『オセロー』 (2020年4月） - イアーゴー 役[7]
- THAVMAN『舞台「殺し屋にくびったけ」』(2020年7月) - 氷室浩介 役[8]
- 舞台『フクロウガスム』(2020年12月) - メガネ 役

2021年
- CONTE STAGE『駐車場のハト』(2021年2月)
- TOブックス『白豚貴族ですが前世の記憶が生えたのでひよこな弟育てます』(2021年3月）[9] - 使い魔 役
- 『安達健太郎と役者が漫才とトークするLIVE』(2021年4月）
- りくろあれ『外科室』[10](2021年5月）

2025年
- 日穏-bion- 第18回公演『月の海 2025』（2025年8月 - 9月〈予定〉）[11]

### 映像
- Amazonプライムビデオ『東京ヴァンパイアホテル』(2017年06月）